# Rallye de la Côte Fleurie
Le Rallye de la Côte Fleurie est un rallye automobile se déroulant dans le pays d'Auge, basé autour de Deauville et Trouville-sur-Mer. Il a lieu généralement fin février ou début mars.

## Histoire
La première édition du Rallye de la Côte Fleurie a lieu en 1964. L’épreuve a été créée par Roger Fournier (mort le 17 janvier 2015 à 92 ans), adjoint à la mairie de Deauville pendant 29 ans et patron de la société des autocars Fournier qu’il avait fondée avec son père en 1938. Le rallye n’a pas eu lieu en 1978, puis entre 1988 et 1993. 
En 2015 est organisé le 1er rallye VHC (Véhicules Historiques de Compétition) de la Côte Fleurie. Depuis la seconde édition ce rallye porte le nom de VHC « Roger Fournier », en hommage au créateur du rallye.

## Palmarès

### Rallye moderne
| Année                | Pilote                                 | Copilote                               | Voiture                                |
| -------------------- | -------------------------------------- | -------------------------------------- | -------------------------------------- |
| 2025                 | Mickael Reydellet                      | Stéphane Lefebvre                      | Škoda Fabia RS                         |
| 2024                 | Mickael Reydellet                      | Stéphane Lefebvre                      | Škoda Fabia RS Rally2                  |
| 2023                 | Mickael Reydellet                      | Stéphane Lefebvre                      | Volkswagen Polo GTI                    |
| 2022                 | Jean-Marie Cuoq                        | Éric Vallon                            | Citroën C4 WRC                         |
| 2021                 | Épreuve annulée (Pandémie de Covid-19) | Épreuve annulée (Pandémie de Covid-19) | Épreuve annulée (Pandémie de Covid-19) |
| 2020                 | Éric Brunson                           | Cédric Mondon                          | Ford Fiesta RS WRC                     |
| 2019                 | Éric Brunson                           | Cédric Mondon                          | Ford Fiesta RS WRC                     |
| 2018                 | Pierre Ragues                          | Julien Pesenti                         | Citroën DS3 WRC                        |
| 2017                 | Éric Brunson                           | Cédric Mondon                          | Ford Fiesta RS WRC                     |
| 2016                 | Éric Brunson                           | Cédric Mondon                          | Ford Fiesta RS WRC                     |
| 2015                 | Jean-Marie Cuoq                        | Jérôme Degout                          | Citroën C4 WRC                         |
| 2014                 | Éric Brunson                           | David Heulin                           | Ford Fiesta RS WRC                     |
| 2013                 | Éric Brunson                           | David Heulin                           | Subaru Impreza S12B WRC '07            |
| 2012                 | Éric Brunson                           | David Heulin                           | Subaru Impreza S12B WRC '07            |
| 2011                 | Éric Brunson                           | Cédric Mondon                          | Subaru Impreza S12B WRC '07            |
| 2010                 | Cédric Robert                          | Thomas Blondel                         | Mitsubishi Lancer Evo 7                |
| 2009                 | Xavier Lemonnier                       | Marie-Laure Lemonnier-Peu              | Peugeot 207 S2000                      |
| 2008                 | Laurent Sénécal                        | Xavier Montagne                        | Renault Clio Maxi                      |
| 2007                 | Jean-Jacques Lebrun                    | Nadège Lebaillif-Simon                 | Toyota Celica GT-Four (ST205)          |
| 2006                 | Laurent Sénécal                        | Xavier Montagne                        | Renault Clio Maxi                      |
| 2005                 | Pascal Thomasse                        | Valérie Fontaine                       | Subaru Impreza S8 WRC '02              |
| 2004                 | Xavier Lemonnier                       | Nadège Sénécal                         | Subaru Impreza S7 WRC '01              |
| 2003                 | Stéphane Pustelnik                     | Olivier Duchamp                        | Renault Mégane Maxi                    |
| 2002                 | Jean-Marie Cuoq                        | Jérôme Falaise                         | Peugeot 306 Maxi                       |
| 2001                 | Laurent Sénécal                        | Xavier Montagne                        | Renault Clio Maxi                      |
| 2000                 | Stéphane Pustelnik                     | Cyril Mary                             | Ford Escort RS Cosworth                |
| 1999                 | Patrick Rouillard                      | Arnaud Lebaillif                       | BMW M3 E30                             |
| 1998                 | Patrick Rouillard                      | Arnaud Lebaillif                       | BMW M3 E30                             |
| 1997                 | Pascal Thomasse                        | Valérie Fontaine                       | Ford Escort RS Cosworth                |
| 1996                 | Pascal Thomasse                        | Valérie Fontaine                       | Ford Escort RS Cosworth                |
| 1995                 | Hervé « Knapick » Lemonnier            | Karine Bauge                           | BMW M3 E30                             |
| 1994                 | Joël Rauld                             | Liliane Lemaître                       | Lancia Delta HF Integrale              |
| 1987                 | Jean-Michel Guégan                     | Sylvie Guégan                          | Renault 5 Turbo Tour de Corse          |
| 1986                 | Jean-Pierre Rouget                     | Bernard Clérisse                       | Renault 5 Turbo                        |
| 1985                 | Pascal Thomasse                        | André Dessoude                         | Renault 5 Turbo                        |
| 1984                 | Pascal Thomasse                        | André Dessoude                         | Renault 5 Turbo                        |
| 1983                 | Jean-Michel Guégan                     | Robert Schneck                         | Porsche 911 SC                         |
| 1982                 | Michel Nourry                          | James Royer                            | Porsche 911 SC                         |
| 1981                 | Christian Coeuille                     | Yvan Berthon                           | Alpine A310 V6                         |
| 1980                 | Michel Nourry                          | James Royer                            | Porsche 911 Carrera 3.0                |
| 1979                 | Michel Nourry                          | James Royer                            | Porsche 911 Carrera 2.7                |
| 1977                 | Christian Coeuille                     | Dominique Mahuteaux                    | Alpine A110 1800                       |
| 1976                 | Pierre Désiles                         | Claude Désiles                         | Alpine A110 1600                       |
| 1975                 | Joseph Bourdon                         | Jacques Moutard                        | Renault Dauphine                       |
| 1974                 | Joseph Bourdon                         | Jacques Moutard                        | Alpine A110 1800                       |
| 1973                 | Joseph Bourdon                         | Jacques Moutard                        | Alpine A110 1800                       |
| 1972                 | Joseph Bourdon                         | René Villedieu                         | Alpine A110 1600                       |
| 1971 (National)      | Hervé « Knapick » Lemonnier            | J-C. Hervieu                           | Renault 8 Gordini R1135                |
| 1971 (International) | Joseph Bourdon                         | Charles Bertrand                       | Alpine A110 1600S                      |
| 1970 (National)      | J. Prévoteau                           | P. Gervais                             | Alpine A110 1300                       |
| 1970 (International) | Joseph Bourdon                         | Charles Bertrand                       | Alpine A110 1300                       |
| 1969 (National)      | J-C. Bonvalet                          | B. Louis                               | Alpine A110 1300                       |
| 1969 (International) | Claude Swietlick                       | Michel Couturier                       | Alpine A110 1300                       |
| 1968                 | Joseph Bourdon                         | Charles Bertrand                       | Alpine A110 1300                       |
| 1967                 | Denis Dayan                            | F. Jacqmarcq                           | Renault 8                              |
| 1966                 | Guy de Paix de Cœur                    | Mme de Paix de Cœur                    | Opel Rekord 1900                       |
| 1965                 | Guy Savoye                             | Mme A. Savoye                          | Morgan                                 |
| 1964                 | Guy Savoye                             | Mme A. Savoye                          | Morgan                                 |

### Rallye VHC « Roger Fournier »
| Année                                  | Pilote                                 | Copilote                               | Voiture                                |
| -------------------------------------- | -------------------------------------- | -------------------------------------- | -------------------------------------- |
| 2022                                   | Valère Jaudinaud                       | David Delabrière                       | BMW M3 J2 Groupe A VHC J2, Classe E7   |
| 2022 (National - Groupe 1, 2, 3, 4, 5) | Franck Libbretch                       | Dominique Delacour                     | BMW 323 i Groupe 1 Classe C7           |
| 2022 (Groupe Classic)                  | Jean-François Julien                   | Thierry Morel                          | Renault 5 Turbo 2                      |
| 2021                                   | Épreuve annulée (Pandémie de Covid-19) | Épreuve annulée (Pandémie de Covid-19) | Épreuve annulée (Pandémie de Covid-19) |
| 2020 (National - Groupe 1, 2, 3, 4, 5) | Pascal Delaporte                       | Sandrine Delaporte                     | Alpine A110 1800                       |
| 2020 (Groupe N, A, B VHC J)            | Patrick Hautot                         | Sébastien Cantrel                      | Ford Sierra RS Cosworth                |
| 2020 (Classic de compétition)          | Emmanuel Coiffier                      | Hugo Coiffier                          | Lancia Delta HF Integrale              |
| 2019                                   | Pascal Delaporte                       | Sandrine Delaporte                     | Alpine A110 1800                       |
| 2018                                   | Pascal Delaporte                       | Sandrine Delaporte                     | Alpine A110 1800                       |
| 2017                                   | Pascal Delaporte                       | Sandrine Delaporte                     | Alpine A110 1800                       |
| 2016                                   | François Delecour                      | Dominique Savignoni                    | Audi Quattro                           |
| 2015                                   | Pascal Eouzan                          | Pascale Eouzan                         | Ford Escort RS 2000 MKII               |